# Maurizio Turone
Maurizio Turone (Varazze, 27 de outubro de 1948) é um ex-jogador de futebol italiano que atuava como defensor.

## Carreira

### Jogador
Ele fez sua estreia profissional em 1968 pelo Genoa e, depois de quatro temporadas (três na Serie B e uma na Serie C), em 1972, foi vendido para o Milan, onde jogou até 1977-1978. No clube de Milão, Turone ganhou duas Coppa Italia (1972-1973 e 1976-1977) e uma Taça dos Clubes Vencedores de Taças (1972-73)
Em 1978, Turone foi para o Catanzaro mas ficou apenas uma temporada e foi vendido para a Roma, onde jogou de 1979 a 1982 e ganhou duas Coppa italia em 1979-1980 e em 1980-1981.
Em novembro de 1982, Turone foi jogar no Bologna que tinha sido rebaixado a Serie B; No final da temporada, a equipe foi pela primeira vez em sua história rebaixado a Serie C1. 
Ele saiu do Bologna para jogar três temporadas na Serie C2: os dois primeiros com o Savona e o terceiro com o Cairese. 
Em sua carreira ele somou 227 jogos e fez 4 gols na Serie A e 85 jogos e 3 gols na Serie B.

## Títulos
- Coppa Italia: 1972-1973 e 1976-1977 (Milan), 1979-1980 e 1980-1981 (Roma)
- Campeonato da Serie C da Itália: 1970-1971 (grupo B)
- Taça dos Clubes Vencedores de Taças: 1972-1973